# CLIPS
CLIPS, (от англ. C Language Integrated Production System) — программная среда для разработки экспертных систем. Синтаксис и название предложены Чарльзом Форги (Charles Forgy) в OPS (Official Production System). Первые версии CLIPS разрабатывались с 1984 года в Космическом центре Джонсона NASA, как альтернатива существовавшей тогда системе ART*Inference, пока в начале 1990-х не было приостановлено финансирование, и NASA вынудили купить коммерческие продукты.
CLIPS является продукционной системой. Реализация вывода использует алгоритм Rete.
Основная идея состоит в представлении знаний в виде такой формы:
```
  Правило1:
    ЕСЛИ 
      (выполняются условия1)
    ТОГДА
      (выполнить действия1)
  Правило2:
    ЕСЛИ 
      (выполняются условия2)
    ТОГДА
      (выполнить действия2)
  ...

```

Такое представление близко к человеческому мышлению и отличается от программ, написанных на традиционных алгоритмических языках, где действия упорядочены и выполняются строго придерживаясь алгоритма.
CLIPS является одной из наиболее широко используемых инструментальных сред для разработки экспертных систем благодаря своей скорости, эффективности и бесплатности. Являясь общественным достоянием, она до сих пор обновляется и поддерживается своим изначальным автором, Гэри Райли (Gary Riley).
CLIPS включает полноценный объектно-ориентированный язык COOL для написания экспертных систем. Хотя она написана на языке Си, её интерфейс намного ближе к языку программирования LISP. Расширения можно создавать на языке Си, кроме того, можно интегрировать CLIPS в программы на языке Си.
CLIPS разработан для применения в качестве языка прямого логического вывода (forward chaining) и в своей оригинальной версии не поддерживает обратного вывода (backward chaining).
Как и другие экспертные системы, CLIPS имеет дело с правилами и фактами.

## Факты
Информация, на основании которой экспертная система делает логический вывод, называется фактами. В CLIPS есть 2 вида фактов: упорядоченные и шаблонные. Шаблонные факты имеют шаблон, задаваемый конструкцией deftemplate. Упорядоченные не имеют явной конструкции deftemplate, однако она подразумевается. Шаблонный факт напоминает структуру в языке C или запись в языке Pascal, поля называются слотами и объявляются конструкцией slot. Например, следующий шаблон объявляет шаблон с именем cars и полями: model, color и number.
```
  (deftemplate cars
    (slot model)
    (slot color)
    (slot number)
  )

```

Факты размещаются в рабочей памяти. Новые факты помещаются в рабочую память командой assert. Например, следующая команда
```
  (assert (cars))

```

добавит в рабочую память упорядоченный факт cars.
Следующая команда поместит шаблонный факт с тремя атрибутами.
```
   (assert 
     (cars 
       (model "Audi") 
       (color "Black") 
       (number "WY 2576")
     )
   )

```

CLIPS не допускает помещения в рабочую память фактов с одинаковыми значениями слотов, хотя, при необходимости, это можно разрешить соответствующей настройкой.

## Правила
Знания предметной области представляются в CLIPS в виде правил, которые имеют следующую структуру:
```
  (условия)           {синонимы: антецеденты в логике, 
                       левая часть - LHS в терминах CLIPS}
  =>
  (действия)          {синонимы: консеквенты в логике,
                       правая часть - RHS в терминах CLIPS}

```

Левая часть правила — это условие его срабатывания, а правая часть — это те действия, которые должны выполниться в случае выполнения условий.
Знак => специальный символ, разделяющий LHS и RHS.
Правила объявляются с помощью команды defrule. Пример правила:
```
  (defrule search-black-audi
    (cars (model "Audi") (color Black))
    =>
    (printout t "Есть черный Audi!" crlf)
   )

```

Данное правило активируется тогда, когда в рабочей памяти появится факт с атрибутами (model «Audi») и (color Black).
Активация правила не означает его выполнение. Активация правила — это помещение правила в рабочий список правил или agenda в CLIPS.
Чтобы активированные правила выполнились нужно выполнить команду (run).

## Машина логического вывода
Процессом помещения правил в рабочий список и их выполнением управляет машина логического вывода(МЛВ).
МЛВ реагирует на определенные события:
| Событие                                                                           | Действие |
| --------------------------------------------------------------------------------- | --- |
| ПОМЕЩЕНИЕ ФАКТОВ В РАБОЧУЮ ПАМЯТЬ                                                 | 1) Сопоставление фактов с правилами из базы знаний 2) Сопоставление фактов с правилами из рабочего списка правил |
| УДАЛЕНИЕ ФАКТОВ ИЗ РАБОЧЕЙ ПАМЯТИ                                                 | 1) Сопоставление фактов с правилами из базы знаний 2) Сопоставление фактов с правилами из рабочего списка правил |
| ПРИ СОПОСТАВЛЕНИИ НАЙДЕНЫ ПРАВИЛА СООТВЕТСТВУЮЩИЕ ФАКТАМ ИЗ РАБОЧЕЙ ПАМЯТИ        | Помещение найденных правил в рабочий список правил                                                               |
| В РАБОЧИЙ СПИСОК ПРАВИЛ ДОБАВЛЕНЫ НОВЫЕ ПРАВИЛА                                   | рабочий список правил сортируется согласно выбранной стратегии разрешения конфликтов                             |
| ПРИ СОПОСТАВЛЕНИИ ФАКТОВ С РАБОЧИМ СПИСКОМ ПРАВИЛ ОБНАРУЖЕНЫ НЕАКТУАЛЬНЫЕ ПРАВИЛА | Неактуальные правила (условия не удовлетворяют фактам) удаляются из рабочего списка                              |
| ВЫПОЛНЯЕТСЯ КОМАНДА (RUN)                                                         | Выполняются действия (правая часть) первого в рабочем списке правила.                                            |
| РАБОЧИЙ СПИСОК ПРАВИЛ СТАЛ ПУСТ                                                   | Останавливается выполнение правил из рабочего списка                                                             |

## Стратегии разрешения конфликтов
Человек не всегда может задать полные условия, которые бы удовлетворяли действительности. Существует легенда, согласно которой Диоген Синопский на определение Платона «Человек есть животное о двух ногах, лишённое перьев», общипал курицу и принес к нему в школу, объявив: «Вот платоновский человек!» На что Платон к своему определению вынужден был добавить «…и с широкими ногтями». Когда в базе знаний появляются правила, которые удовлетворяют фактам, но выполняют противоположные действия, то возникает конфликт правил. Например, есть два правила: 

1. (Если человек толкнул другого человека — наказать человека за хулиганство)

2. (Если человек толкнул другого человека, на которого ехал грузовик — наградить человека за спасение жизни)

Это два правила будут между собой конфликтовать. Первое правило более общее и оно всегда активируется, если активируется второе. Но первым выполниться должно второе правило. В CLIPS есть несколько стратегий для разрешения таких конфликтов. Но даже если нет возможности выбрать подходящую стратегию для всех случаев, то можно указать приоритеты правилам. Правила с большим приоритетом будут выполняться первыми.
Различные факты могут сделать правило применимым. Применимое правило затем допускается (assert). Факты и правила создаются предварительным объявлением, как показано в примере:
```
 (deffacts trouble_shooting
     (car_problem (name ignition_key) (status on))
     (car_problem (name engine) (status wont_start))
     (car_problem (name headlights) (status work))
  )
 (defrule rule1
     (car_problem (name ignition_key) (status on))
     (car_problem (name engine) (status wont_start))
      =>
     (assert (car_problem (name starter) (status faulty))
  )

```

## Версии CLIPS
Потомками CLIPS являются следующие языки и среды:
- Jess — коммерческий последователь CLIPS, доступен бесплатно для академического использования, переписан на Java, позже развился в других направлениях. Поддерживает обратный вывод.
- HaleyRules Eclipse — язык правил системы HaleyRules компании Haley Systems. Поддерживает обратный вывод. Проект закрыт после поглощения Haley Systems корпорацией Oracle в декабре 2009 в пользу Oracle Policy Automation[4].
- FuzzyCLIPS — CLIPS с добавлением концепции значимости (relevancy) в язык. Не поддерживает обратного вывода.
- EHSIS — испанский CLIPS, разработан в группе Erabaki Факультета Информатики Университета Страны Басков. Поддерживает нечеткую логику как FuzzyCLIPS[5].
- CLIPS/R2 — новая версия от компании Production Systems Technologies, обратно совместимая со стандартным CLIPS версий 6.x, но с добавлением алгоритма Rete II, поддержкой обратного вывода и прозрачной поддержкой структур языка Си и классов C++.

Существующие версии CLIPS для Windows (clipswin.exe) не поддерживают кириллицу (консольная версия CLIPS clipsdos.exe поддерживает только кириллицу в формате UTF-8). Именно отсутствие полноценной поддержки кириллицы и является основной причиной слабого распространения CLIPS в России. В то же время открытость исходных кодов CLIPS позволяет исправить эту ситуацию. В частности, при компиляции из исходников возможно пропатчить их, добавив поддержку koi8-r или ansi1251.
Последняя версия — CLIPS 6.3, выпущена 17 марта 2015.